# Поуис, Теодор Фрэнсис
Теодо́р Фрэ́нсис По́уис (англ. Theodore Francis Powys; 20 декабря 1875, Ширли, Дербишир — 27 ноября 1953, Мэппаудер, Дорсет) — английский писатель валлийского происхождения. Брат писателя Джона Каупера Поуиса.

## Биография
Родился в семье священника. В 1895—1901 годы занимался фермерством в Суффолке, после чего решил перебраться в Дорсет и всерьёз заняться литературным творчеством. В Дорсете, где Поуис провёл практически безвыездно все оставшиеся годы, и было написано большинство его произведений.

## Творчество
Литературная карьера Т. Ф. Поуиса началась в 1907 году с изданного на собственные средства богословского трактата «Толкование на Книгу Бытия», однако широкую известность он приобрел в 1921 году, с регулярных журнальных публикаций своих рассказов. К началу 1930-х годов Поуис — автор восьми романов, самым известным среди которых считается «Доброе вино мистера Уэстона» (1927), и пяти сборников рассказов (наиболее известный — «Притчи» (1929)). Для произведений Поуиса характерны аллегория, морализаторство, едкая проповедническая сатира, притчевость, фантастический реализм.
В 1936 г. Поуис добровольно оставил писательство.
Обширное литературное наследие писателя опубликовано не полностью. Многие произведения, особенно ранние рассказы и трактаты, продолжают публиковаться поныне.

## Романы
- Black Bryony (1923)
- Mark Only (1924)
- Mr Tasker’s Gods (1925) (рус. пер. 1927)
- Mockery Gap (1925) (рус. пер. 1928)
- Innocent Birds (1926)
- Mr Weston’s Good Wine (1927)
- Kindness in a Corner (1930)
- Unclay (1931)

## Сборники рассказов
- The Left Leg (1923)
- The House with the Echo (1928)
- Fables (1929) (рус. пер. 2007)
- The White Paternoster, and Other Stories (1930)
- Bottle’s Path, and Other Stories (1946)
- Father Adam (1991)
- The Market Bell (1991)
- Mock’s Curse (1995)
- The Sixpenny Strumpet (1997)
- Selected Early Works of T.F. Powys (2003)

## Переводы на русский
- Притчи. Пер. В. Вотрина. М., Коровакниги, 2007. — 286 с. (Серия: Короче). ISBN 978-5-902945-07-9.
- Кумиры мистера Таскера. Пер. Л. Л. Слонимской. М.-Л., Госуд. изд-во, 1927.
- Утки мистера Кэдди. Пер. Л. Л. Слонимской. Л., Госуд. изд-во, 1928. Серия «Библиотека всемирной литературы».